# Drepanogynis tornimacula
Drepanogynis tornimacula är en fjärilsart som beskrevs av Claude Herbulot 1956. Drepanogynis tornimacula ingår i släktet Drepanogynis och familjen mätare. Inga underarter finns listade i Catalogue of Life.